# Сангарсія
Сангарсія (ісп. Sangarcía) — муніципалітет в Іспанії, у складі автономної спільноти Кастилія-і-Леон, у провінції Сеговія. Населення — 429 осіб (2010).
Муніципалітет розташований на відстані близько 85 км на північний захід від Мадрида, 24 км на захід від Сеговії.
На території муніципалітету розташовані такі населені пункти: (дані про населення за 2010 рік)
- Кобос-де-Сеговія: 60 осіб
- Етрерос: 126 осіб
- Сангарсія: 243 особи

## Демографія
Динаміка населення (INE ):